# Lou Taylor Pucci
Lou Taylor Pucci (Seaside Heights, 27 juli 1985) is een Amerikaans acteur. Hij won in 2005 zowel de Zilveren Beer van het Filmfestival van Berlijn als de juryprijs van het Sundance Film Festival voor zijn rol als Justin Cobb in de tragikomedie Thumbsucker. Dat was zijn tweede rol (en eerste hoofdrol) na die in zijn filmdebuut Personal Velocity: Three Portraits uit 2002.
Pucci was zestien jaar toen hij zijn film- en acteerdebuut maakte in Personal Velocity: Three Portraits. Sindsdien speelde hij in meer dan vijftien bioscoopfilms. Daarnaast is Pucci te zien als John Voss in de miniserie Empire Falls. Hij had in 2006 een eenmalig gastrolletje als Joey Frost in Law & Order: Criminal Intent, waarin hij zijn Thumbsucker-medespeler Vincent D'Onofrio opnieuw tegenkwam. Pucci geeft ook gestalte aan het hoofdpersonage in de videoclip die Green Day maakte voor hun single Jesus of Suburbia, van het album American Idiot.

## Filmografie
*Exclusief televisiefilms
| - Daredevil: Born Again (2025) - You (2018) - Evil Dead (2013) - Brotherhood (2010) - Carriers (2009) - Fault Line (2009) - Brief Interviews with Hideous Men (2009) - Arlen Faber (2009) - Horsemen (2009) - The Informers (2008) | - Fanboys (2008) - Explicit Ills (2008) - The Go-Getter (2007) - Southland Tales (2006) - Fast Food Nation (2006) - Fifty Pills (2006) - The Chumscrubber (2005) - Thumbsucker (2005) - Personal Velocity: Three Portraits (2002) |

- Biblioteca Nacional de España: XX4948664
- Bibliothèque nationale de France: cb15552713h (data)
- Gemeinsame Normdatei: 1014261848
- International Standard Name Identifier: 0000 0001 1439 3851
- Library of Congress Control Number: no2005107976
- MusicBrainz: 87a8e286-158b-4186-a4cf-0987310df244
- Nationale Bibliotheek van Tsjechië: xx0103288
- Nationale Bibliotheek van Israël: 987007438849005171
- Nederlandse Thesaurus van Auteursnamen: 297268422
- Système universitaire de documentation: 147632781
- Virtual International Authority File: 21884228
- WorldCat: E39PBJmDrK8dB6r8kRPXjvmTpP